# Alamo Lake
Alamo Lake es un lugar designado por el censo ubicado en el condado de La Paz en el estado estadounidense de Arizona. En el Censo de 2010 tenía una población de 25 habitantes y una densidad poblacional de 0,21 personas por km².

## Geografía
Alamo Lake se encuentra ubicado en las coordenadas 34°15′21″N 113°30′1″O / 34.25583, -113.50028. Según la Oficina del Censo de los Estados Unidos, Alamo Lake tiene una superficie total de 120.6 km², de la cual 113.8 km² corresponden a tierra firme y (5.63%) 6.79 km² es agua.

## Demografía
Según el censo de 2010, había 25 personas residiendo en Alamo Lake. La densidad de población era de 0,21 hab./km². De los 25 habitantes, Alamo Lake estaba compuesto por el 100% blancos, el 0% eran afroamericanos, el 0% eran amerindios, el 0% eran asiáticos, el 0% eran isleños del Pacífico, el 0% eran de otras razas y el 0% pertenecían a dos o más razas. Del total de la población el 0% eran hispanos o latinos de cualquier raza.